# Fast Retailing
A Fast Retailing Co., Ltd. (株式会社ファーストリテイリング Kabushiki Kaisha Fāsuto Riteiringu) é uma empresa multinacional de comércio varejista do Japão, sediada em Yamaguchi. Sua principal subsidiária é a Uniqlo, porém possui outras marcas como a J Brand, a Comptoir des Cotonniers, a G.U, a Princesse Tam-Tam e a Theory.

## História
A companhia foi estabelecida em 1963 como Ogori Shoji Co., Ltd. por Tadashi Yanai.